# Aegiochus longicornis
Aegiochus longicornis är en kräftdjursart som först beskrevs av Hansen 1897.  Aegiochus longicornis ingår i släktet Aegiochus och familjen Aegidae. Inga underarter finns listade i Catalogue of Life.